# Fannia perpulchra
Fannia perpulchra är en tvåvingeart som beskrevs av Mario Bezzi 1908. Fannia perpulchra ingår i släktet Fannia och familjen takdansflugor. Inga underarter finns listade i Catalogue of Life.